# Cuba, Illinois
Cuba là một thành phố thuộc quận Fulton, tiểu bang Illinois, Hoa Kỳ. Năm 2010, dân số của thành phố này là 1294 người.

## Dân số
Dân số qua các năm:
- Năm 2000: 1418 người.
- Năm 2010: 1294 người.